# Aliaa Magda Elmahdy
Aliaa Magda El Mahdy (1991) es una feminista egipcia, conocida principalmente por sus actividades a través de Internet. El 23 de octubre de 2011 publicó una foto de sí misma desnuda como protesta contra la represión sexual de las mujeres en su país.
El Mahdy fue obligada a usar un velo para taparse la cara desde la edad de 14 años. Desde los 16 años se considera atea y a los 18 abandonó la casa de sus padres para convivir con su novio, Karim Amer, quien estuvo tres años en prisión por delitos contra la religión. Ella es actualmente (2011) estudiante de ciencias políticas en la Universidad Americana de El Cairo. Ambos han sido objeto de amenazas de muerte, denuncias penales y quejas a los servicios de internet que utilizan.
A finales de 2012 participó junto a otras mujeres de la agrupación FEMEN en una manifestación frente a la embajada de Egipto en Estocolmo, que protestaron desnudas y con leyendas pintadas sobre sus cuerpos contra la nueva constitución de ese país, como consecuencia de lo cual fue presentada una querella judicial en su contra, solicitando a las autoridades que se la prive de la ciudadanía y se le prohíba la entrada a Egipto.